# Rollgeräusch
Als Rollgeräusch bezeichnet man allgemein das Geräusch, das beim Abrollen der Räder von Fahrzeugen auf der Straße oder Schiene entsteht. Genauere und eindeutigere Bezeichnungen für diese Außengeräusche sind Reifen-Fahrbahn-Geräusch und Rad-Schiene-Geräusch. Diese Bezeichnungen haben sich hauptsächlich bei Akustikern in der Fahrzeug-, Reifen- und Fahrbahnentwicklung vermehrt durchgesetzt. Für Straßenverkehrslärm und Schienenverkehrslärm als Umweltproblem wird jedoch weiterhin häufig der unspezifische Begriff Rollgeräusch verwendet, z. B. wird die Messung von Reifen-Fahrbahn-Geräuschen häufig als Rollgeräuschmessung bezeichnet.
In der Kraftfahrzeugentwicklung wird häufig auch das vom Reifen-Fahrbahn-Kontakt über Körperschall ins Fahrzeug eingeleitete Innengeräusch als Rollgeräusch bezeichnet (der Begriff Reifen-Fahrbahn-Geräusch ist in diesem Zusammenhang nicht gebräuchlich). Hier stellen die durch die Fahrbahn erfolgenden niederfrequenten Kraftanregungen am Reifen den entscheidenden Entstehungsmechanismus dar. Diese erfolgen in erster Linie in Vertikalrichtung und werden über die Achsen und die Karosserie als Körperschall weitergeleitet. Zur isolierten Untersuchung dieser Anteile am Innengeräusch werden Trommelprüfstände mit Schlagleisten oder Fahrbahnprofilen, sowie servohydraulische Fahrzeugprüfstände eingesetzt.

## Lärmgrenzwerte von Reifen
Lärmgrenzwerte ab 2012 nach EU-Verordnung Nr. 661/2009:
| Reifenklasse | Nennbreite     | Grenzwerte    |
| ------------ | -------------- | ------------- |
| C1a          | <= 185 mm      | 70 dB(A)      |
| C1b          | > 185 … 215 mm | 71 dB(A)      |
| C1c          | > 215 … 245 mm | 71 dB(A)      |
| C1d          | > 245 … 275 mm | 72 dB(A)      |
| C1e          | > 276 mm       | 74 dB(A)      |
| C2           | —              | 72 [73] dB(A) |
| C3           | —              | 73 [75] dB(A) |

- Werte in [ ] Klammern gelten für Traktionsreifen.

## Geräuschminderungspotential

### Rollgeräusch bei Schienenfahrzeugen
- Radschallabsorber, 2 bis 8 dB[5]
- optimierte Radform, 2 bis 6 dB[5]
- gummigefederte Räder[6], 6 dB[5]
- optimierter Oberbau (Wagonkoffer), 2 bis 4 dB[5]
- häufiges Schienenschleifen, 3 bis 5 dB[5], (während des Schleifvorgangs wird jedoch Geräusch erzeugt)